# Elitserien w piłce siatkowej mężczyzn (2024/2025)
Elitserien 2024/2025 – 65. sezon mistrzostw Szwecji w piłce siatkowej zorganizowany przez Szwedzki Związek Piłki Siatkowej (szw. Svenska Volleybollförbundet, SVBF). Rozpoczął się 28 września 2024 roku i trwał do 19 kwietnia 2025 roku.
W Elitserien uczestniczyło 11 drużyn. Rozgrywki składały się z fazy zasadniczej, fazy play-off oraz fazy play-out. W fazie zasadniczej zespoły rozegrały ze sobą po dwa spotkania. Osiem najlepszych drużyn awansowało do fazy play-off, która obejmowała ćwierćfinały, półfinały, mecze o 3. miejsce oraz finał.
Po raz trzeci mistrzem Szwecji został Floby VK, który w finale fazy play-off pokonał Hylte/Halmstad VBK. Poprzedni mistrzowski tytuł zespół Floby zdobył w sezonie 1996/1997. Trzecie miejsce zajął Vingåkers VK. Zawodnikiem sezonu wybrano Axela Enlunda.

## System rozgrywek
Elitserien w sezonie 2024/2025 składała się z fazy zasadniczej, fazy play-off (SM-slutspelet) oraz fazy play-out.

### Faza zasadnicza
W fazie zasadniczej 11 drużyn rozegrało ze sobą po dwa spotkania systemem kołowym (mecz u siebie i rewanż na wyjeździe). Osiem najlepszych zespołów awansowało do fazy play-off, natomiast te z miejsc 9-10 trafiły do fazy play-out.
RIG Falköping niezależnie od osiągniętych wyników uczestniczył wyłącznie w fazie zasadniczej i nie podlegał ostatecznej klasyfikacji.

### Faza play-off
Faza play-off składała się z ćwierćfinałów, półfinałów, meczów o 3. miejsce oraz finału.
Ćwierćfinały

W ćwierćfinałach fazy play-off uczestniczyło osiem najlepszych zespołów fazy zasadniczej. Miejsce zajęte przez poszczególne drużyny w fazie zasadniczej decydowało o kolejności wyboru przeciwnika. Ekipy z lokat 1-4 wybierały rywala spośród pozostałych zespołów. Jako pierwszy decyzję podejmował zwycięzca fazy zasadniczej. Ostatnią parę utworzył zespół z 4. miejsca oraz ten, który nie został wcześniej wybrany.
| Nr pary | Drużyna 1                                            | Drużyna 2 |
| ------- | ---------------------------------------------------- | --- |
| 1       | drużyna, która zajęła 1. miejsce w fazie zasadniczej | przeciwnik wybrany spośród drużyn, które w fazie zasadniczej zajęły miejsca 7-8                                      |
| 2       | drużyna, która zajęła 2. miejsce w fazie zasadniczej | przeciwnik wybrany spośród drużyny, która w fazie zasadniczej zajęła 6. miejsce lub niewybranej drużyny z miejsc 7-8 |
| 3       | drużyna, która zajęła 3. miejsce w fazie zasadniczej | przeciwnik wybrany spośród niewybranych drużyn, które w fazie zasadniczej zajęły miejsca 5-8                         |
| 4       | drużyna, która zajęła 4. miejsce w fazie zasadniczej | niewybrana drużyna spośród tych, które w fazie zasadniczej zajęły miejsca 5-8                                        |

Rywalizacja toczyła się do trzech zwycięstw. Gospodarzem pierwszego i potencjalnie czwartego meczu była drużyna, która w fazie zasadniczej zajęła niższe miejsce, natomiast drugiego, trzeciego i potencjalnie piątego meczu – ta, która w fazie zasadniczej zajęła wyższe miejsce.
Półfinały

Pary półfinałowe powstały zgodnie z drabinką turniejową według klucza:
- para 1: zwycięzca w ćwierćfinałowej parze 1 – zwycięzca w ćwierćfinałowej parze 4;
- para 2: zwycięzca w ćwierćfinałowej parze 2 – zwycięzca w ćwierćfinałowej parze 3.

Rywalizacja toczyła się do trzech zwycięstw ze zmianą gospodarza po każdym meczu. Gospodarzem pierwszego meczu w parze była drużyna, która w fazie zasadniczej zajęła wyższe miejsce.
Zwycięzcy w parach awansowali do finału, natomiast przegrani grali o 3. miejsce.
Mecze o 3. miejsce

O 3. miejsce grali przegrani w parach półfinałowych. Drużyny rozgrywały dwumecz. Jeżeli obie drużyny wygrały po jednym spotkaniu, o tym, który zespół zdobył brązowe medale, decydował tzw. złoty set grany do 15 punktów z dwoma punktami przewagi jednej z drużyn. Gospodarzem pierwszego meczu był zespół, który w fazie zasadniczej zajął niższe miejsce.
Finał

O mistrzostwo grali zwycięzcy w parach półfinałowych. Rywalizacja toczyła się do trzech zwycięstw ze zmianą gospodarza po każdym meczu. Gospodarzem pierwszego spotkania była drużyna, która w fazie zasadniczej zajęła wyższe miejsce.

### Faza play-out
W fazie play-out uczestniczyły zespoły, które w fazie zasadniczej zajęły miejsca 9-10. Grały one ze sobą w serii do dwóch zwycięstw. Gospodarzem pierwszego spotkania była drużyna, która w fazie zasadniczej zajęła 10. miejsce, natomiast drugiego i potencjalnie trzeciego – ta, która w fazie zasadniczej zajęła 9. miejsce. Zwycięzca w parze utrzymał się w Elitserien, natomiast przegrany trafił do baraży.

## Drużyny uczestniczące
W Elitserien w sezonie 2023/2024 uczestniczyło 11 drużyn, w tym młodzieżowy zespół RIG Falköping. W porównaniu z poprzednim sezonem żaden klub nie dołączył do rozgrywek.
| Elitserien 2024/2025                                                                  | Elitserien 2024/2025 |
| ------------------------------------------------------------------------------------- | -------------------- |
| Hylte/Halmstad VBK                                                                    | 1                    |
| Floby VK                                                                              | 2                    |
| Lunds VK                                                                              | 3                    |
| Habo Wolley                                                                           | 4                    |
| Sollentuna VK                                                                         | 5                    |
| Vingåkers VK                                                                          | 6                    |
| Uppsala VBS                                                                           | 7                    |
| Malmö VK                                                                              | 8                    |
| Örkelljunga VK                                                                        | 9                    |
| Södertelge VBK                                                                        | 10                   |
| RIG Falköping                                                                         | —                    |
| Oznaczenia: - kolumna druga – miejsce zajęte przez daną drużynę w poprzednim sezonie. |                      |

## Hale sportowe
| Drużyna            | Hala sportowa           | Miejscowość | *     |
| ------------------ | ----------------------- | ----------- | ----- |
| Floby VK           | Floby sporthall         | Floby       |       |
| Habo Wolley        | Habo Arena              | Habo        |       |
| Hylte/Halmstad VBK | Halmstad Arena          | Halmstad    | [ a ] |
| Hylte/Halmstad VBK | Örnahallens Hälsocenter | Hyltebruk   | [ a ] |
| Lunds VK           | Idrottshallen           | Lund        | [ b ] |
| Lunds VK           | ISLK-hallen             | Lund        | [ b ] |
| Malmö VK           | Heleneholms Sporthall   | Malmö       | [ c ] |
| Malmö VK           | Limhamns sporthall      | Malmö       | [ c ] |
| Örkelljunga VK     | Forum Örkelljunga       | Örkelljunga |       |
| RIG Falköping      | Frejahallen A           | Falköping   |       |
| Sollentuna VK      | Arena Satelliten        | Sollentuna  |       |
| Södertelge VBK     | Täljehallen C           | Södertälje  | [ d ] |
| Södertelge VBK     | Brunnsängshallen        | Södertälje  | [ d ] |
| Uppsala VBS        | Fyrishov A i B          | Uppsala     |       |
| Vingåkers VK       | Sporthallen             | Vingåker    |       |
| Źródło:            |                         |             |       |

| Floby VKHabo WolleyHylte/Halmstad VBKLunds VKMalmö VKÖrkelljunga VKRIG FalköpingSollentuna VKSödertelge · VBKUppsala VBSVingåkers VK Lokalizacja głównych obiektów sportowych klubów |

## Trenerzy
| Drużyna            | Trener            | Asystent trenera                                               | *            |
| ------------------ | ----------------- | -------------------------------------------------------------- | ------------ |
| Floby VK           | Kalle Nordén      | Olof Nordén                                                    | [ 10 ]       |
| Habo Wolley        | Jens Persson      | Jens Ottosson                                                  | [ 11 ]       |
| Hylte/Halmstad VBK | Almir Ljutovac    | —                                                              | [ 12 ]       |
| Lunds VK           | Andrew McWilliam  | Sławomir Zemlik (od 25.02.2025) Filip Dujlović (do 30.01.2025) | [ 13 ] [ e ] |
| Malmö VK           | Patrik Bertilsson | —                                                              | [ 14 ]       |
| Örkelljunga VK     | Axel Nilsson      | Ulf Karlsson                                                   | [ 15 ]       |
| RIG Falköping      | Göran Persson     | Bart Janssen                                                   | [ 16 ]       |
| Sollentuna VK      | Désirée Tan       | Staffan Blomgren Johan Lindström                               | [ 17 ]       |
| Södertelge VBK     | Martin Żiwkow     | Lasse Broström                                                 | [ 18 ]       |
| Uppsala VBS        | Clayton Couchman  | Michael Jestin Patrik Törner                                   | [ 19 ]       |
| Vingåkers VK       | Justin Delorme    | Lukas Karlsson Jordan Power                                    | [ 20 ] [ f ] |

### Zmiany trenerów
| Klub           | Były trener          | Data odejścia           | Nowy trener      | Data przyjścia          | *            |
| -------------- | -------------------- | ----------------------- | ---------------- | ----------------------- | ------------ |
| Przed sezonem  |                      |                         |                  |                         |              |
| Sollentuna VK  | Staffan Blomgren     | koniec sezonu 2023/2024 | Désirée Tan      | przed sezonem 2024/2025 | [ 21 ] [ g ] |
| Södertelge VBK | Bart Janssen         | koniec sezonu 2023/2024 | Martin Żiwkow    | przed sezonem 2024/2025 | [ 22 ]       |
| Uppsala VBS    | Dmitrijs Sekijevskis | koniec sezonu 2023/2024 | Clayton Couchman | przed sezonem 2024/2025 | [ 23 ]       |

## Faza zasadnicza

### Tabela wyników
| Gospodarz \ Gość1  | HYL | FLB | LUN | HAB | SOL | VIN | UPP | MAL | ÖRK | SÖD | FLK |
| ------------------ | --- | --- | --- | --- | --- | --- | --- | --- | --- | --- | --- |
| Hylte/Halmstad VBK | -   | 2:3 | 3:0 | 3:2 | 3:1 | 3:2 | 3:1 | 3:0 | 3:0 | 3:1 | 3:0 |
| Floby VK           | 2:3 | -   | 3:0 | 3:2 | 3:2 | 3:1 | 3:0 | 3:0 | 3:0 | 3:0 | 3:1 |
| Lunds VK           | 2:3 | 3:1 | -   | 3:1 | 3:0 | 1:3 | 3:0 | 3:0 | 3:0 | 3:1 | 2:3 |
| Habo Wolley        | 0:3 | 2:3 | 0:3 | -   | 3:2 | 3:0 | 3:1 | 3:0 | 1:3 | 3:1 | 3:0 |
| Sollentuna VK      | 0:3 | 1:3 | 1:3 | 3:0 | -   | 1:3 | 3:0 | 3:0 | 3:0 | 1:3 | 2:3 |
| Vingåkers VK       | 2:3 | 0:3 | 0:3 | 3:1 | 3:2 | -   | 3:0 | 3:0 | 3:0 | 3:2 | 3:1 |
| Uppsala VBS        | 0:3 | 0:3 | 1:3 | 0:3 | 0:3 | 3:1 | -   | 3:0 | 1:3 | 1:3 | 2:3 |
| Malmö VK           | 0:3 | 0:3 | 0:3 | 0:3 | 0:3 | 0:3 | 0:3 | -   | 0:3 | 0:3 | 1:3 |
| Örkelljunga VK     | 3:2 | 3:2 | 1:3 | 3:2 | 0:3 | 1:3 | 3:2 | 3:0 | -   | 3:2 | 3:1 |
| Södertelge VBK     | 1:3 | 3:1 | 3:2 | 3:0 | 2:3 | 3:0 | 0:3 | 3:0 | 3:1 | -   | 1:3 |
| RIG Falköping      | 2:3 | 3:2 | 3:0 | 1:3 | 1:3 | 3:1 | 3:0 | 3:0 | 3:2 | 3:1 | -   |

Źródło: 
1 Drużyna gospodarzy jest wymieniona po lewej stronie tabeli.
Kolory:
  zwycięstwo gospodarzy 3:0 lub 3:1
  zwycięstwo gospodarzy 3:2
  zwycięstwo gości 3:0 lub 3:1
  zwycięstwo gości 3:2

### Terminarz i wyniki spotkań
| WYNIKI SPOTKAŃ | WYNIKI SPOTKAŃ | WYNIKI SPOTKAŃ     | WYNIKI SPOTKAŃ                          | WYNIKI SPOTKAŃ     | WYNIKI SPOTKAŃ        | WYNIKI SPOTKAŃ | WYNIKI SPOTKAŃ |
| Data | Godz.          | Gospodarz          | Rezultat                                | Gość               | Hala sportowa         | Widzów         | *              |
| --- | -------------- | ------------------ | --------------------------------------- | ------------------ | --------------------- | -------------- | -------------- |
| TYDZIEŃ 1 |                |                    |                                         |                    |                       |                |                |
| 28.09.2024 | 14:00          | Lunds VK           | 3:1 (25:20, 24:26, 25:22, 25:21)        | Södertelge VBK     | Idrottshallen         | 148            | [ 25 ]         |
| 28.09.2024 | 14:30          | RIG Falköping      | 1:3 (25:27, 21:25, 25:19, 19:25)        | Habo Wolley        | Frejahallen A         | 30             | [ 26 ]         |
| 28.09.2024 | 15:00          | Floby VK           | 2:3 (23:25, 25:23, 23:25, 25:22, 16:18) | Hylte/Halmstad VBK | Floby sporthall       | 204            | [ 27 ]         |
| 28.09.2024 | 16:00          | Malmö VK           | 0:3 (14:25, 18:25, 14:25)               | Örkelljunga VK     | Heleneholms Sporthall | 78             | [ 28 ]         |
| 28.09.2024 | 17:00          | Sollentuna VK      | 1:3 (25:21, 20:25, 20:25, 22:25)        | Vingåkers VBK      | Arena Satelliten      | 58             | [ 29 ]         |
| TYDZIEŃ 2 |                |                    |                                         |                    |                       |                |                |
| 4.10.2024 | 19:00          | Örkelljunga VK     | 1:3 (25:23, 22:25, 22:25, 22:25)        | Lunds VK           | Forum Örkelljunga     | 349            | [ 30 ]         |
| 5.10.2024 | 14:00          | Vingåkers VBK      | 3:0 (25:20, 25:16, 25:20)               | Malmö VK           | Sporthallen           | 212            | [ 31 ]         |
| 5.10.2024 | 15:00          | Floby VK           | 3:1 (25:23, 25:22, 20:25, 25:12)        | RIG Falköping      | Floby sporthall       | 133            | [ 32 ]         |
| 6.10.2024 | 16:00          | Södertelge VBK     | 1:3 (25:16, 17:25, 24:26, 22:25)        | Hylte/Halmstad VBK | Täljehallen C         | 63             | [ 33 ]         |
| 6.10.2024 | 17:00          | Habo Wolley        | 3:1 (25:15, 20:25, 25:23, 25:14)        | Uppsala VBS        | Habo Arena            | 280            | [ 34 ]         |
| TYDZIEŃ 3 |                |                    |                                         |                    |                       |                |                |
| 12.10.2024 | 14:00          | Hylte/Halmstad VBK | 3:2 (19:25, 24:26, 25:13, 25:21, 15:11) | Habo Wolley        | Halmstad Arena        | 170            | [ 35 ]         |
| 12.10.2024 | 15:00          | Uppsala VBS        | 1:3 (19:25, 25:15, 24:26, 16:25)        | Södertelge VBK     | Fyrishov A            | 119            | [ 36 ]         |
| 12.10.2024 | 18:30          | Lunds VK           | 3:1 (17:25, 25:21, 25:17, 26:24)        | Floby VK           | Idrottshallen         | 132            | [ 37 ]         |
| 13.10.2024 | 13:00          | Malmö VK           | 0:3 (14:25, 11:25, 11:25)               | Sollentuna VK      | Heleneholms Sporthall | 55             | [ 38 ]         |
| 13.10.2024 | 17:00          | RIG Falköping      | 3:1 (25:21, 25:20, 16:25, 26:24)        | Vingåkers VBK      | Frejahallen A         | 50             | [ 39 ]         |
| TYDZIEŃ 4 |                |                    |                                         |                    |                       |                |                |
| 16.10.2024 | 19:00          | Lunds VK           | 2:3 (25:19, 22:25, 25:12, 23:25, 6:15)  | RIG Falköping      | Idrottshallen         | 152            | [ 40 ]         |
| 19.10.2024 | 16:30          | Hylte/Halmstad VBK | 3:2 (25:19, 31:33, 25:18, 23:25, 15:11) | Vingåkers VBK      | Örnahallen            | 100            | [ 41 ]         |
| 19.10.2024 | 17:00          | Habo Wolley        | 0:3 (15:25, 22:25, 20:25)               | Lunds VK           | Habo Arena            | 164            | [ 42 ]         |
| 19.10.2024 | 17:00          | Södertelge VBK     | 1:3 (23:25, 25:17, 25:27, 20:25)        | RIG Falköping      | Täljehallen C         | 75             | [ 43 ]         |
| 20.10.2024 | 16:00          | Örkelljunga VK     | 0:3 (19:25, 18:25, 23:25)               | Sollentuna VK      | Forum Örkelljunga     | 123            | [ 44 ]         |
| TYDZIEŃ 5 |                |                    |                                         |                    |                       |                |                |
| 24.10.2024 | 19:00          | Sollentuna VK      | 1:3 (25:18, 22:25, 22:25, 15:25)        | Södertelge VBK     | Arena Satelliten      | 96             | [ 45 ]         |
| 26.10.2024 | 14:00          | Vingåkers VBK      | 3:0 (25:21, 25:15, 25:15)               | Örkelljunga VK     | Sporthallen           | 131            | [ 46 ]         |
| 26.10.2024 | 14:00          | Hylte/Halmstad VBK | 3:1 (25:17, 25:23, 19:25, 25:13)        | Uppsala VBS        | Halmstad Arena        | 63             | [ 47 ]         |
| 26.10.2024 | 15:00          | Floby VK           | 3:0 (25:12, 25:18, 25:13)               | Malmö VK           | Floby sporthall       | 132            | [ 48 ]         |
| TYDZIEŃ 6 |                |                    |                                         |                    |                       |                |                |
| 5.11.2024 | 19:00          | Hylte/Halmstad VBK | 3:0 (25:15, 25:12, 25:11)               | Malmö VK           | Halmstad Arena        | 62             | [ 49 ]         |
| 9.11.2024 | 15:00          | Lunds VK           | 3:0 (25:14, 25:22, 25:22)               | Uppsala VBS        | Idrottshallen         | 114            | [ 50 ]         |
| 10.11.2024 | 14:30          | RIG Falköping      | 1:3 (25:19, 22:25, 24:26, 22:25)        | Sollentuna VK      | Frejahallen A         | 20             | [ 51 ]         |
| 10.11.2024 | 15:00          | Malmö VK           | 0:3 (22:25, 23:25, 23:25)               | Uppsala VBS        | Heleneholms Sporthall | 55             | [ 52 ]         |
| 10.11.2024 | 16:00          | Södertelge VBK     | 3:1 (25:20, 25:22, 23:25, 25:23)        | Floby VK           | Täljehallen C         | 37             | [ 53 ]         |
| 10.11.2024 | 17:00          | Habo Wolley        | 1:3 (25:22, 24:26, 27:29, 24:26)        | Örkelljunga VK     | Habo Arena            | 280            | [ 54 ]         |
| TYDZIEŃ 7 |                |                    |                                         |                    |                       |                |                |
| 12.11.2024 | 19:00          | Sollentuna VK      | 3:0 (26:24, 25:17, 27:25)               | Uppsala VBS        | Arena Satelliten      | 111            | [ 55 ]         |
| 12.11.2024 | 19:00          | Malmö VK           | 0:3 (13:25, 13:25, 19:25)               | Lunds VK           | Heleneholms Sporthall | 40             | [ 56 ]         |
| 12.11.2024 | 19:00          | Vingåkers VBK      | 3:2 (25:21, 21:25, 17:25, 25:23, 15:9)  | Södertelge VBK     | Sporthallen           | 415            | [ 57 ]         |
| 13.11.2024 | 19:00          | Floby VK           | 3:2 (21:25, 25:13, 25:23, 19:25, 15:11) | Habo Wolley        | Floby sporthall       | 205            | [ 58 ]         |
| 14.11.2024 | 19:00          | Örkelljunga VK     | 3:2 (29:27, 19:25, 23:25, 25:20, 15:8)  | Hylte/Halmstad VBK | Forum Örkelljunga     | 103            | [ 59 ]         |
| TYDZIEŃ 8 |                |                    |                                         |                    |                       |                |                |
| 16.11.2024 | 15:00          | Hylte/Halmstad VBK | 3:1 (23:25, 28:26, 25:21, 25:20)        | Sollentuna VK      | Halmstad Arena        | 65             | [ 60 ]         |
| 16.11.2024 | 16:00          | Södertelge VBK     | 3:0 (25:19, 25:12, 25:22)               | Malmö VK           | Brunnsängshallen      | 50             | [ 61 ]         |
| 17.11.2024 | 16:00          | Habo Wolley        | 3:0 (25:22, 26:24, 25:21)               | Vingåkers VBK      | Habo Arena            | 137            | [ 62 ]         |
| 17.11.2024 | 17:00          | Uppsala VBS        | 0:3 (17:25, 15:25, 19:25)               | Floby VK           | Fyrishov A            | 131            | [ 63 ]         |
| 17.11.2024 | 17:00          | RIG Falköping      | 3:2 (17:25, 18:25, 25:18, 25:18, 15:10) | Örkelljunga VK     | Frejahallen A         | 50             | [ 64 ]         |
| TYDZIEŃ 9 |                |                    |                                         |                    |                       |                |                |
| 23.11.2024 | 14:00          | Vingåkers VBK      | 0:3 (21:25, 22:25, 18:25)               | Floby VK           | Sporthallen           | 265            | [ 65 ]         |
| 23.11.2024 | 14:30          | Sollentuna VK      | 3:0 (25:21, 27:25, 30:28)               | Habo Wolley        | Arena Satelliten      | 77             | [ 66 ]         |
| 23.11.2024 | 17:30          | Lunds VK           | 2:3 (22:25, 22:25, 25:23, 25:16, 13:15) | Hylte/Halmstad VBK | Idrottshallen         | 188            | [ 67 ]         |
| 24.11.2024 | 15:00          | Malmö VK           | 1:3 (23:25, 14:25, 25:21, 13:25)        | RIG Falköping      | Heleneholms Sporthall | 60             | [ 68 ]         |
| 24.11.2024 | 16:00          | Örkelljunga VK     | 3:2 (25:20, 27:25, 23:25, 19:25, 15:12) | Uppsala VBS        | Forum Örkelljunga     | 96             | [ 69 ]         |
| TYDZIEŃ 10 |                |                    |                                         |                    |                       |                |                |
| 30.11.2024 | 14:00          | Vingåkers VBK      | 0:3 (21:25, 21:25, 23:25)               | Lunds VK           | Sporthallen           | 123            | [ 70 ]         |
| 30.11.2024 | 14:30          | Floby VK           | 3:2 (25:23, 25:17, 18:25, 19:25, 15:10) | Sollentuna VK      | Floby sporthall       | 155            | [ 71 ]         |
| 1.12.2024 | 15:30          | RIG Falköping      | 3:0 (25:23, 25:12, 25:13)               | Uppsala VBS        | Frejahallen A         | 25             | [ 72 ]         |
| 1.12.2024 | 16:00          | Södertelge VBK     | 3:1 (20:25, 25:22, 27:25, 29:27)        | Örkelljunga VK     | Täljehallen C         | 58             | [ 73 ]         |
| 1.12.2024 | 17:00          | Habo Wolley        | 3:0 (25:14, 25:14, 25:17)               | Malmö VK           | Habo Arena            | 134            | [ 74 ]         |
| TYDZIEŃ 11 |                |                    |                                         |                    |                       |                |                |
| 7.12.2024 | 14:00          | Lunds VK           | 3:0 (25:23, 25:23, 26:24)               | Sollentuna VK      | Idrottshallen         | 107            | [ 75 ]         |
| 7.12.2024 | 16:30          | Hylte/Halmstad VBK | 3:0 (25:18, 25:23, 25:17)               | RIG Falköping      | Halmstad Arena        | 60             | [ 76 ]         |
| 8.12.2024 | 16:00          | Örkelljunga VK     | 3:2 (24:26, 20:25, 28:26, 25:20, 15:10) | Floby VK           | Forum Örkelljunga     | 102            | [ 77 ]         |
| 8.12.2024 | 17:00          | Habo Wolley        | 3:1 (25:19, 17:25, 25:18, 36:34)        | Södertelge VBK     | Habo Arena            | 207            | [ 78 ]         |
| 8.12.2024 | 17:00          | Uppsala VBS        | 3:1 (15:25, 25:22, 26:24, 25:23)        | Vingåkers VBK      | Fyrishov B            | 102            | [ 79 ]         |
| TYDZIEŃ 12 |                |                    |                                         |                    |                       |                |                |
| 14.12.2024 | 14:00          | Vingåkers VBK      | 3:1 (25:18, 23:25, 25:20, 25:21)        | Habo Wolley        | Sporthallen           | 144            | [ 80 ]         |
| 14.12.2024 | 14:30          | Sollentuna VK      | 1:3 (16:25, 19:25, 25:19, 17:25)        | Lunds VK           | Arena Satelliten      | 96             | [ 81 ]         |
| 14.12.2024 | 14:30          | RIG Falköping      | 3:1 (18:25, 25:19, 25:21, 25:20)        | Södertelge VBK     | Frejahallen A         | 30             | [ 82 ]         |
| 14.12.2024 | 15:00          | Malmö VK           | 0:3 (13:25, 18:25, 16:25)               | Hylte/Halmstad VBK | Heleneholms Sporthall | 45             | [ 83 ]         |
| 14.12.2024 | 15:00          | Floby VK           | 3:0 (25:15, 25:22, 25:12)               | Uppsala VBS        | Floby sporthall       | 148            | [ 84 ]         |
| TYDZIEŃ 13 |                |                    |                                         |                    |                       |                |                |
| 17.12.2024 | 19:00          | Habo Wolley        | 2:3 (25:21, 21:25, 14:25, 25:23, 10:15) | Floby VK           | Habo Arena            | 360            | [ 85 ]         |
| 17.12.2024 | 19:00          | Uppsala VBS        | 0:3 (24:26, 15:25, 13:25)               | Sollentuna VK      | Fyrishov A            | 99             | [ 86 ]         |
| 17.12.2024 | 19:00          | Lunds VK           | 3:0 (25:21, 25:16, 25:12)               | Malmö VK           | Idrottshallen         | 109            | [ 87 ]         |
| 18.12.2024 | 19:00          | Hylte/Halmstad VBK | 3:0 (25:21, 25:19, 25:9)                | Örkelljunga VK     | Halmstad Arena        | 92             | [ 88 ]         |
| 20.12.2024 | 19:00          | Södertelge VBK     | 3:0 (25:19, 25:19, 25:21)               | Vingåkers VBK      | Täljehallen C         | 134            | [ 89 ]         |
| TYDZIEŃ 14 |                |                    |                                         |                    |                       |                |                |
| 4.01.2025 | 15:00          | Floby VK           | 3:0 (25:15, 25:16, 25:19)               | Södertelge VBK     | Floby sporthall       | 172            | [ 90 ]         |
| 4.01.2025 | 17:00          | Sollentuna VK      | 3:0 (25:21, 25:21, 25:22)               | Örkelljunga VK     | Arena Satelliten      | 89             | [ 91 ]         |
| 4.01.2025 | 19:00          | Habo Wolley        | 0:3 (25:27, 14:25, 21:25)               | Hylte/Halmstad VBK | Habo Arena            | 622            | [ 92 ]         |
| 6.01.2025 | 16:30          | Uppsala VBS        | 1:3 (25:17, 23:25, 16:25, 14:25)        | Lunds VK           | Fyrishov B            | 125            | [ 93 ]         |
| TYDZIEŃ 15 |                |                    |                                         |                    |                       |                |                |
| 11.01.2025 | 14:00          | Hylte/Halmstad VBK | 2:3 (24:26, 25:15, 21:25, 25:19, 13:15) | Floby VK           | Örnahallen            | 128            | [ 94 ]         |
| 11.01.2025 | 15:00          | Malmö VK           | 0:3 (17:25, 12:25, 13:25)               | Habo Wolley        | Heleneholms Sporthall | 65             | [ 95 ]         |
| 11.01.2025 | 15:00          | Lunds VK           | 1:3 (21:25, 23:25, 25:17, 21:25)        | Vingåkers VBK      | Idrottshallen         | 126            | [ 96 ]         |
| 11.01.2025 | 17:00          | Södertelge VBK     | 2:3 (10:25, 25:23, 24:26, 25:18, 10:15) | Sollentuna VK      | Täljehallen C         | 81             | [ 97 ]         |
| 12.01.2025 | 16:00          | Örkelljunga VK     | 3:1 (27:25, 25:23, 19:25, 25:23)        | RIG Falköping      | Forum Örkelljunga     | 119            | [ 98 ]         |
| TYDZIEŃ 16 |                |                    |                                         |                    |                       |                |                |
| 23.01.2025 | 19:00          | Örkelljunga VK     | 3:0 (25:11, 25:23, 25:19)               | Malmö VK           | Forum Örkelljunga     | 137            | [ 99 ]         |
| 25.01.2025 | 13:00          | RIG Falköping      | 2:3 (25:22, 26:28, 16:25, 28:26, 13:15) | Hylte/Halmstad VBK | Frejahallen A         | 37             | [ 100 ]        |
| 25.01.2025 | 14:00          | Vingåkers VBK      | 3:2 (25:19, 20:25, 21:25, 25:9, 18:16)  | Sollentuna VK      | Sporthallen           | 267            | [ 101 ]        |
| 25.01.2025 | 15:00          | Lunds VK           | 3:1 (23:25, 25:21, 28:26, 25:19)        | Habo Wolley        | ISLK-hallen           | 116            | [ 102 ]        |
| 26.01.2025 | 18:00          | Södertelge VBK     | 0:3 (18:25, 23:25, 15:25)               | Uppsala VBS        | Täljehallen C         | 81             | [ 103 ]        |
| TYDZIEŃ 17 |                |                    |                                         |                    |                       |                |                |
| 1.02.2025 | 15:00          | Malmö VK           | 0:3 (14:25, 15:25, 14:25)               | Vingåkers VBK      | Limhamns sporthall    | 50             | [ 104 ]        |
| 1.02.2025 | 15:00          | Floby VK           | 3:0 (25:18, 25:17, 26:24)               | Lunds VK           | Floby sporthall       | 256            | [ 105 ]        |
| 1.02.2025 | 16:30          | Hylte/Halmstad VBK | 3:1 (25:23, 27:29, 25:19, 25:20)        | Södertelge VBK     | Örnahallen            | 58             | [ 106 ]        |
| 2.02.2025 | 17:00          | Uppsala VBS        | 1:3 (25:27, 20:25, 25:19, 18:25)        | Örkelljunga VK     | Fyrishov A            | 86             | [ 107 ]        |
| TYDZIEŃ 18 |                |                    |                                         |                    |                       |                |                |
| 8.02.2025 | 14:30          | Sollentuna VK      | 3:0 (25:15, 25:14, 25:15)               | Malmö VK           | Arena Satelliten      | 105            | [ 108 ]        |
| 8.02.2025 | 15:00          | Uppsala VBS        | 0:3 (18:25, 18:25, 16:25)               | Hylte/Halmstad VBK | Fyrishov A            | 63             | [ 109 ]        |
| 8.02.2025 | 16:00          | Södertelge VBK     | 3:2 (25:14, 18:25, 23:25, 25:18, 18:16) | Lunds VK           | Täljehallen C         | 85             | [ 110 ]        |
| 8.02.2025 | 17:00          | RIG Falköping      | 3:2 (25:23, 20:25, 12:25, 26:24, 15:13) | Floby VK           | Frejahallen A         | 165            | [ 111 ]        |
| 9.02.2025 | 14:00          | Vingåkers VBK      | 3:1 (21:25, 25:14, 25:16, 25:19)        | RIG Falköping      | Sporthallen           | 271            | [ 112 ]        |
| 9.02.2025 | 15:00          | Uppsala VBS        | 3:0 (25:20, 25:18, 25:18)               | Malmö VK           | Fyrishov B            | 67             | [ 113 ]        |
| 9.02.2025 | 16:00          | Örkelljunga VK     | 3:2 (18:25, 25:17, 25:22, 20:25, 15:8)  | Habo Wolley        | Forum Örkelljunga     | 122            | [ 114 ]        |
| TYDZIEŃ 19 |                |                    |                                         |                    |                       |                |                |
| 15.02.2025 | 14:00          | Vingåkers VBK      | 2:3 (23:25, 19:25, 25:23, 25:23, 13:15) | Hylte/Halmstad VBK | Sporthallen           | 258            | [ 115 ]        |
| 15.02.2025 | 15:00          | Floby VK           | 3:0 (25:23, 25:21, 25:17)               | Örkelljunga VK     | Floby sporthall       | 161            | [ 116 ]        |
| 16.02.2025 | 15:00          | Malmö VK           | 0:3 (16:25, 15:25, 15:25)               | Södertelge VBK     | Heleneholms Sporthall | 38             | [ 117 ]        |
| 16.02.2025 | 16:30          | Habo Wolley        | 3:2 (22:25, 26:24, 25:19, 21:25, 17:15) | Sollentuna VK      | Habo Arena            | 236            | [ 118 ]        |
| 16.02.2025 | 17:00          | Uppsala VBS        | 2:3 (25:19, 28:30, 25:20, 15:25, 17:19) | RIG Falköping      | Fyrishov B            | 98             | [ 119 ]        |
| TYDZIEŃ 20 |                |                    |                                         |                    |                       |                |                |
| 22.02.2025 | 14:30          | Sollentuna VK      | 1:3 (25:19, 20:25, 19:25, 28:30)        | Floby VK           | Arena Satelliten      | 78             | [ 120 ]        |
| 22.02.2025 | 14:30          | RIG Falköping      | 3:0 (25:16, 25:19, 25:18)               | Lunds VK           | Frejahallen A         | 37             | [ 121 ]        |
| 22.02.2025 | 15:00          | Uppsala VBS        | 0:3 (10:25, 16:25, 23:25)               | Habo Wolley        | Fyrishov B            | 78             | [ 122 ]        |
| 23.02.2025 | 14:30          | Sollentuna VK      | 2:3 (22:25, 27:25, 22:25, 25:21, 7:15)  | RIG Falköping      | Arena Satelliten      | 94             | [ 123 ]        |
| 23.02.2025 | 16:00          | Södertelge VBK     | 3:0 (28:26, 25:14, 27:25)               | Habo Wolley        | Täljehallen C         | 85             | [ 124 ]        |
| 23.02.2025 | 16:00          | Örkelljunga VK     | 1:3 (25:15, 20:25, 17:25, 21:25)        | Vingåkers VBK      | Forum Örkelljunga     | 118            | [ 125 ]        |
| TYDZIEŃ 21 |                |                    |                                         |                    |                       |                |                |
| 1.03.2025 | 14:00          | Vingåkers VBK      | 3:0 (25:20, 26:24, 25:22)               | Uppsala VBS        | Sporthallen           | 185            | [ 126 ]        |
| 1.03.2025 | 15:00          | Malmö VK           | 0:3 (17:25, 17:25, 16:25)               | Floby VK           | Heleneholms Sporthall | 50             | [ 127 ]        |
| 1.03.2025 | 15:00          | Lunds VK           | 3:0 (25:18, 25:23, 25:21)               | Örkelljunga VK     | Idrottshallen         | 158            | [ 128 ]        |
| 1.03.2025 | 17:00          | Sollentuna VK      | 0:3 (18:25, 14:25, 23:25)               | Hylte/Halmstad VBK | Arena Satelliten      | 100            | [ 129 ]        |
| TYDZIEŃ 22 |                |                    |                                         |                    |                       |                |                |
| 4.03.2025 | 19:00          | Habo Wolley        | 3:0 (28:26, 26:24, 25:17)               | RIG Falköping      | Habo Arena            | bd.            | [ 130 ]        |
| 8.03.2025 | 15:00          | Floby VK           | 3:1 (19:25, 26:24, 25:21, 25:17)        | Vingåkers VBK      | Floby sporthall       | 214            | [ 131 ]        |
| 9.03.2025 | 14:00          | Hylte/Halmstad VBK | 3:0 (25:23, 25:15, 25:21)               | Lunds VK           | Halmstad Arena        | 369            | [ 132 ]        |
| 9.03.2025 | 14:30          | RIG Falköping      | 3:0 (25:17, 25:11, 25:12)               | Malmö VK           | Frejahallen A         | 60             | [ 133 ]        |
| 9.03.2025 | 16:00          | Örkelljunga VK     | 3:2 (32:34, 25:19, 19:25, 25:22, 15:12) | Södertelge VBK     | Forum Örkelljunga     | 102            | [ 134 ]        |
| Godziny do 27 października 2024 roku podane są według strefy czasowej UTC+2, a od 27 października 2024 roku według strefy czasowej UTC+1. Źródło: |                |                    |                                         |                    |                       |                |                |

### Tabela
| Lp.                                  | Drużyna            | Pkt | Mecze | Mecze | Mecze | Rodzaj wyniku | Rodzaj wyniku | Rodzaj wyniku | Rodzaj wyniku | Rodzaj wyniku | Rodzaj wyniku | Sety | Sety | Sety  | Małe punkty | Małe punkty | Małe punkty |
| Lp.                                  | Drużyna            | Pkt | M     | W     | P     | 3:0           | 3:1           | 3:2           | 2:3           | 1:3           | 0:3           | wyg. | prz. | stos. | zdob.       | str.        | stos.       |
| ------------------------------------ | ------------------ | --- | ----- | ----- | ----- | ------------- | ------------- | ------------- | ------------- | ------------- | ------------- | ---- | ---- | ----- | ----------- | ----------- | ----------- |
| 1                                    | Hylte/Halmstad VBK | 50  | 20    | 18    | 2     | 8             | 4             | 6             | 2             | 0             | 0             | 58   | 22   | 2.64  | 1875        | 1612        | 1.16        |
| 2                                    | Floby VK           | 44  | 20    | 15    | 5     | 8             | 3             | 4             | 3             | 2             | 0             | 53   | 26   | 2.04  | 1812        | 1599        | 1.13        |
| 3                                    | Lunds VK           | 42  | 20    | 13    | 7     | 7             | 6             | 0             | 3             | 1             | 3             | 46   | 27   | 1.7   | 1670        | 1546        | 1.08        |
| 4                                    | Vingåkers VK       | 33  | 20    | 11    | 9     | 4             | 5             | 2             | 2             | 3             | 4             | 40   | 36   | 1.11  | 1719        | 1640        | 1.05        |
| 5                                    | RIG Falköping      | 32  | 20    | 12    | 8     | 3             | 4             | 5             | 1             | 5             | 2             | 43   | 38   | 1.13  | 1786        | 1752        | 1.02        |
| 6                                    | Sollentuna VK      | 30  | 20    | 9     | 11    | 7             | 1             | 1             | 4             | 5             | 2             | 40   | 36   | 1.11  | 1700        | 1650        | 1.03        |
| 7                                    | Habo Wolley        | 30  | 20    | 9     | 11    | 5             | 3             | 1             | 4             | 3             | 4             | 38   | 38   | 1     | 1701        | 1682        | 1.01        |
| 8                                    | Södertelge VBK     | 29  | 20    | 9     | 11    | 4             | 4             | 1             | 3             | 6             | 2             | 39   | 39   | 1     | 1754        | 1737        | 1.01        |
| 9                                    | Örkelljunga VK     | 26  | 20    | 10    | 10    | 2             | 3             | 5             | 1             | 3             | 6             | 35   | 43   | 0.81  | 1712        | 1750        | 0.98        |
| 10                                   | Uppsala VBS        | 14  | 20    | 4     | 16    | 3             | 1             | 0             | 2             | 5             | 9             | 21   | 49   | 0.43  | 1429        | 1644        | 0.87        |
| 11                                   | Malmö VK           | 0   | 20    | 0     | 20    | 0             | 0             | 0             | 0             | 1             | 19            | 1    | 60   | 0.02  | 975         | 1521        | 0.64        |
| Legenda: faza play-off faza play-out |                    |     |       |       |       |               |               |               |               |               |               |      |      |       |             |             |             |

Źródło: 
Punktacja: 3:0 i 3:1 – 3 pkt; 3:2 – 2 pkt; 2:3 – 1 pkt; 1:3 i 0:3 – 0 pkt
Zasady ustalania kolejności: 1. liczba punktów; 2. liczba zwycięstw; 3. stosunek setów wygranych do przegranych; 4. stosunek małych punktów zdobytych do straconych; 5. bilans w meczach bezpośrednich zgodnie z punktami 1-4; 6. dodatkowy mecz lub losowanie
Uwaga: RIG Falköping uczestniczył wyłącznie w fazie zasadniczej.

## Faza play-off
Godziny do 30 marca 2025 roku podane są według strefy czasowej UTC+1, a od 30 marca 2025 roku według strefy czasowej UTC+2.

### Drabinka
|  |              |                    |              |              |              |              |              |   |                    |                    |             |             |             |              |                    |                    |                    |                    |                    |                    |                    |       |       |       |       |
|  | Ćwierćfinały | Ćwierćfinały       | Ćwierćfinały | Ćwierćfinały | Ćwierćfinały | Ćwierćfinały | Ćwierćfinały |   |                    | Półfinały          | Półfinały   | Półfinały   | Półfinały   | Półfinały    | Półfinały          | Półfinały          |                    |                    | Finał              | Finał              | Finał              | Finał | Finał | Finał | Finał |
|  | Ćwierćfinały | Ćwierćfinały       | Ćwierćfinały | Ćwierćfinały | Ćwierćfinały | Ćwierćfinały | Ćwierćfinały |   |                    | Półfinały          | Półfinały   | Półfinały   | Półfinały   | Półfinały    | Półfinały          | Półfinały          |                    |                    | Finał              | Finał              | Finał              | Finał | Finał | Finał | Finał |
|  |              |                    |              |              |              |              |              |   |                    |                    |             |             |             |              |                    |                    |                    |                    |                    |                    |                    |       |       |       |       |
|  |              |                    |              |              |              |              |              |   |                    |                    |             |             |             |              |                    |                    |                    |                    |                    |                    |                    |       |       |       |       |
|  | 1            | Hylte/Halmstad VBK | 1            | 3            | 3            | 3            |              |   |                    |                    |             |             |             |              |                    |                    |                    |                    |                    |                    |                    |       |       |       |       |
|  | 1            | Hylte/Halmstad VBK | 1            | 3            | 3            | 3            |              |   |                    |                    |             |             |             |              |                    |                    |                    |                    |                    |                    |                    |       |       |       |       |
|  | 8            | Örkelljunga VK     | 3            | 1            | 0            | 0            |              |   |                    |                    |             |             |             |              |                    |                    |                    |                    |                    |                    |                    |       |       |       |       |
|  | 8            | Örkelljunga VK     | 3            | 1            | 0            | 0            |              |   | 1                  | Hylte/Halmstad VBK | 3           | 2           | 0           | 3            | 3                  |                    |                    |                    |                    |                    |                    |       |       |       |       |
|  |              |                    |              |              |              |              |              |   | 1                  | Hylte/Halmstad VBK | 3           | 2           | 0           | 3            | 3                  |                    |                    |                    |                    |                    |                    |       |       |       |       |
|  |              |                    | 4            | Vingåkers VK | 1            | 3            | 3            | 1 | 2                  |                    |             |             |             |              |                    |                    |                    |                    |                    |                    |                    |       |       |       |       |
|  | 4            | Vingåkers VK       | 4            | Vingåkers VK | 1            | 3            | 3            | 1 | 2                  | 3                  | 3           | 3           |             |              |                    |                    |                    |                    |                    |                    |                    |       |       |       |       |
|  | 4            | Vingåkers VK       |              |              |              |              |              |   |                    |                    |             | 3           |             |              |                    |                    |                    |                    |                    |                    |                    |       |       |       |       |
|  | 5            | Sollentuna VK      | 0            | 1            | 2            |              |              |   |                    |                    |             |             |             |              |                    |                    |                    |                    |                    |                    |                    |       |       |       |       |
|  | 5            | Sollentuna VK      | 0            | 1            | 2            |              |              | 1 | Hylte/Halmstad VBK | 0                  | 0           | 0           |             |              |                    |                    |                    |                    |                    |                    |                    |       |       |       |       |
|  |              |                    |              |              |              |              |              |   |                    |                    |             |             |             |              |                    |                    |                    |                    |                    |                    |                    |       |       |       |       |
|  |              |                    | 2            | Floby VK     | 3            | 3            | 3            |   |                    |                    |             |             |             |              |                    |                    |                    |                    |                    |                    |                    |       |       |       |       |
|  | 2            | Floby VK           | 2            | Floby VK     | 3            | 3            | 3            | 3 | 3                  | 3                  |             |             |             |              |                    |                    |                    |                    |                    |                    |                    |       |       |       |       |
|  | 2            | Floby VK           |              |              |              |              |              |   |                    |                    |             |             |             |              |                    |                    |                    |                    |                    |                    |                    |       |       |       |       |
|  | 7            | Södertelge VBK     | 0            | 0            | 0            |              |              |   |                    |                    |             |             |             |              |                    |                    |                    |                    |                    |                    |                    |       |       |       |       |
|  | 7            | Södertelge VBK     | 0            | 0            | 0            |              |              | 2 | Floby VK           | 3                  | 3           | 3           |             |              | Mecze o 3. miejsce | Mecze o 3. miejsce | Mecze o 3. miejsce | Mecze o 3. miejsce | Mecze o 3. miejsce | Mecze o 3. miejsce | Mecze o 3. miejsce |       |       |       |       |
|  |              |                    |              |              |              |              |              | 2 | Floby VK           | 3                  | 3           | 3           |             |              | Mecze o 3. miejsce | Mecze o 3. miejsce | Mecze o 3. miejsce | Mecze o 3. miejsce | Mecze o 3. miejsce | Mecze o 3. miejsce | Mecze o 3. miejsce |       |       |       |       |
|  |              |                    | 6            | Habo Wolley  | 1            | 1            | 0            |   |                    |                    |             |             |             |              |                    |                    |                    |                    |                    |                    |                    |       |       |       |       |
|  | 3            | Lunds VK           | 6            | Habo Wolley  | 1            | 1            | 0            | 1 | 3                  | 3                  | 1           | 0           |             |              |                    |                    |                    |                    |                    |                    |                    |       |       |       |       |
|  | 3            | Lunds VK           |              |              |              |              |              |   |                    |                    |             | 0           | 4           | Vingåkers VK | Vingåkers VK       | Vingåkers VK       | 3                  | 3                  | [2]                |                    |                    |       |       |       |       |
|  | 6            | Habo Wolley        | 3            | 1            | 1            | 3            | 3            |   |                    |                    |             |             | 4           | Vingåkers VK | Vingåkers VK       | Vingåkers VK       | 3                  | 3                  | [2]                |                    |                    |       |       |       |       |
|  | 6            | Habo Wolley        | 3            | 1            | 1            | 3            | 3            |   |                    | 6                  | Habo Wolley | Habo Wolley | Habo Wolley | 1            | 0                  | [0]                |                    |                    |                    |                    |                    |       |       |       |       |
|  |              |                    |              |              |              |              |              |   |                    | 6                  | Habo Wolley | Habo Wolley | Habo Wolley | 1            | 0                  | [0]                |                    |                    |                    |                    |                    |       |       |       |       |

Uwaga: W nawiasach kwadratowych podano liczbę zwycięstw danej drużyny w dwumeczu.

### Ćwierćfinały
Format: do trzech zwycięstw
| Data                   | Godz.                  | Gospodarz              | Rezultat                                | Gość               | Hala sportowa      | Widzów             | *                  |
| ---------------------- | ---------------------- | ---------------------- | --------------------------------------- | ------------------ | ------------------ | ------------------ | ------------------ |
| Hylte/Halmstad VBK (1) | Hylte/Halmstad VBK (1) | Hylte/Halmstad VBK (1) | 3 – 1                                   | (8) Örkelljunga VK | (8) Örkelljunga VK | (8) Örkelljunga VK | (8) Örkelljunga VK |
| 16.03.2025             | 16:00                  | Örkelljunga VK         | 3:1 (25:21, 14:25, 25:23, 25:19)        | Hylte/Halmstad VBK | Forum Örkelljunga  | 143                | [ 137 ]            |
| 18.03.2025             | 19:00                  | Hylte/Halmstad VBK     | 3:1 (18:25, 25:20, 25:18, 25:21)        | Örkelljunga VK     | Örnahallen         | 46                 | [ 138 ]            |
| 22.03.2025             | 16:00                  | Hylte/Halmstad VBK     | 3:0 (25:22, 25:23, 25:19)               | Örkelljunga VK     | Halmstad Arena     | 133                | [ 139 ]            |
| 24.03.2025             | 19:00                  | Örkelljunga VK         | 0:3 (25:27, 22:25, 22:25)               | Hylte/Halmstad VBK | Forum Örkelljunga  | 126                | [ 140 ]            |
| Vingåkers VK (4)       | Vingåkers VK (4)       | Vingåkers VK (4)       | 3 – 0                                   | (5) Sollentuna VK  | (5) Sollentuna VK  | (5) Sollentuna VK  | (5) Sollentuna VK  |
| 15.03.2025             | 14:30                  | Sollentuna VK          | 0:3 (21:25, 16:25, 21:25)               | Vingåkers VK       | Arena Satelliten   | 168                | [ 141 ]            |
| 18.03.2025             | 19:00                  | Vingåkers VK           | 3:1 (26:28, 25:21, 25:15, 26:24)        | Sollentuna VK      | Sporthallen        | 298                | [ 142 ]            |
| 22.03.2025             | 14:00                  | Vingåkers VK           | 3:2 (25:15, 25:21, 16:25, 23:25, 15:11) | Sollentuna VK      | Sporthallen        | 452                | [ 143 ]            |
| Floby VK (2)           | Floby VK (2)           | Floby VK (2)           | 3 – 0                                   | (7) Södertelge VBK | (7) Södertelge VBK | (7) Södertelge VBK | (7) Södertelge VBK |
| 15.03.2025             | 17:00                  | Södertelge VBK         | 0:3 (16:25, 27:29, 22:25)               | Floby VK           | Täljehallen C      | 145                | [ 144 ]            |
| 19.03.2025             | 19:00                  | Floby VK               | 3:0 (25:12, 25:16, 25:15)               | Södertelge VBK     | Floby sporthall    | 220                | [ 145 ]            |
| 22.03.2025             | 15:00                  | Floby VK               | 3:0 (25:20, 25:13, 25:21)               | Södertelge VBK     | Floby sporthall    | 205                | [ 146 ]            |
| Lunds VK (3)           | Lunds VK (3)           | Lunds VK (3)           | 2 – 3                                   | (6) Habo Wolley    | (6) Habo Wolley    | (6) Habo Wolley    | (6) Habo Wolley    |
| 16.03.2025             | 16:00                  | Habo Wolley            | 3:1 (22:25, 25:22, 25:22, 25:21)        | Lunds VK           | Habo Arena         | 563                | [ 147 ]            |
| 19.03.2025             | 19:00                  | Lunds VK               | 3:1 (15:25, 25:20, 25:17, 25:23)        | Habo Wolley        | Idrottshallen      | 267                | [ 148 ]            |
| 22.03.2025             | 15:00                  | Lunds VK               | 3:1 (25:22, 19:25, 25:20, 25:20)        | Habo Wolley        | Idrottshallen      | 302                | [ 149 ]            |
| 24.03.2025             | 19:00                  | Habo Wolley            | 3:1 (25:19, 18:25, 25:14, 25:17)        | Lunds VK           | Habo Arena         | 310                | [ 150 ]            |
| 26.03.2025             | 19:00                  | Lunds VK               | 0:3 (21:25, 23:25, 18:25)               | Habo Wolley        | Idrottshallen      | 264                | [ 151 ]            |
| Źródło:                |                        |                        |                                         |                    |                    |                    |                    |

### Półfinały
Format: do trzech zwycięstw
| Data                   | Godz.                  | Gospodarz              | Rezultat                                | Gość               | Hala sportowa    | Widzów           | *                |
| ---------------------- | ---------------------- | ---------------------- | --------------------------------------- | ------------------ | ---------------- | ---------------- | ---------------- |
| Hylte/Halmstad VBK (1) | Hylte/Halmstad VBK (1) | Hylte/Halmstad VBK (1) | 3 – 2                                   | (4) Vingåkers VK   | (4) Vingåkers VK | (4) Vingåkers VK | (4) Vingåkers VK |
| 30.03.2025             | 16:30                  | Hylte/Halmstad VBK     | 3:1 (25:23, 25:19, 19:25, 25:21)        | Vingåkers VK       | Halmstad Arena   | 129              | [ 153 ]          |
| 2.04.2025              | 19:00                  | Vingåkers VK           | 3:2 (25:20, 25:23, 18:25, 23:25, 15:10) | Hylte/Halmstad VBK | Sporthallen      | 433              | [ 154 ]          |
| 5.04.2025              | 16:00                  | Hylte/Halmstad VBK     | 0:3 (21:25, 15:25, 23:25)               | Vingåkers VK       | Halmstad Arena   | 171              | [ 155 ]          |
| 7.04.2025              | 19:00                  | Vingåkers VK           | 1:3 (25:20, 18:25, 18:25, 27:29)        | Hylte/Halmstad VBK | Sporthallen      | 578              | [ 156 ]          |
| 9.04.2025              | 19:00                  | Hylte/Halmstad VBK     | 3:2 (22:25, 18:25, 25:14, 25:17, 15:10) | Vingåkers VK       | Halmstad Arena   | 333              | [ 157 ]          |
| Floby VK (2)           | Floby VK (2)           | Floby VK (2)           | 3 – 0                                   | (6) Habo Wolley    | (6) Habo Wolley  | (6) Habo Wolley  | (6) Habo Wolley  |
| 29.03.2025             | 15:00                  | Floby VK               | 3:1 (25:19, 20:25, 25:15, 25:19)        | Habo Wolley        | Floby sporthall  | 254              | [ 158 ]          |
| 1.04.2025              | 19:00                  | Habo Wolley            | 1:3 (16:25, 32:30, 24:26, 15:25)        | Floby VK           | Habo Arena       | 530              | [ 159 ]          |
| 5.04.2025              | 15:00                  | Floby VK               | 3:0 (25:20, 25:22, 25:16)               | Habo Wolley        | Floby sporthall  | 397              | [ 160 ]          |
| Źródło:                |                        |                        |                                         |                    |                  |                  |                  |

### Mecze o 3. miejsce
Format: dwumecz
| Data             | Godz.            | Gospodarz        | Rezultat                         | Gość            | Hala sportowa   | Widzów          | *               |
| ---------------- | ---------------- | ---------------- | -------------------------------- | --------------- | --------------- | --------------- | --------------- |
| Vingåkers VK (4) | Vingåkers VK (4) | Vingåkers VK (4) | 2 – 0                            | (6) Habo Wolley | (6) Habo Wolley | (6) Habo Wolley | (6) Habo Wolley |
| 13.04.2025       | 16:00            | Habo Wolley      | 1:3 (25:22, 24:26, 16:25, 26:28) | Vingåkers VK    | Habo Arena      | 237             | [ 161 ]         |
| 19.04.2025       | 14:00            | Vingåkers VK     | 3:0 (25:22, 25:17, 25:14)        | Habo Wolley     | Sporthallen     | 483             | [ 162 ]         |
| Źródło:          |                  |                  |                                  |                 |                 |                 |                 |

### Finał
Format: do trzech zwycięstw
| Data                   | Godz.                  | Gospodarz              | Rezultat                  | Gość               | Hala sportowa   | Widzów       | *            |
| ---------------------- | ---------------------- | ---------------------- | ------------------------- | ------------------ | --------------- | ------------ | ------------ |
| Hylte/Halmstad VBK (1) | Hylte/Halmstad VBK (1) | Hylte/Halmstad VBK (1) | 0 – 3                     | (2) Floby VK       | (2) Floby VK    | (2) Floby VK | (2) Floby VK |
| 13.04.2025             | 16:00                  | Hylte/Halmstad VBK     | 0:3 (18:25, 25:27, 21:25) | Floby VK           | Halmstad Arena  | 376          | [ 163 ]      |
| 16.04.2025             | 19:00                  | Floby VK               | 3:0 (25:18, 25:21, 27:25) | Hylte/Halmstad VBK | Floby sporthall | 550          | [ 164 ]      |
| 19.04.2025             | 14:00                  | Hylte/Halmstad VBK     | 0:3 (21:25, 23:25, 25:27) | Floby VK           | Halmstad Arena  | 380          | [ 165 ]      |
| Źródło:                |                        |                        |                           |                    |                 |              |              |

## Faza play-out
Faza play-out oraz baraże nie odbyły się, ponieważ Malmö VK ogłosił, że nie będzie ubiegał się o grę w Elitserien w sezonie 2025/2026 i zgłosi się do niższej ligi (Division 1).

## Klasyfikacja końcowa
| Poz. | Drużyna            | Uwagi                              |
| 1.   | Floby VK           | prawo udziału w el. Ligi Mistrzów  |
| 2.   | Hylte/Halmstad VBK | prawo udziału w Pucharze Challenge |
| 3.   | Vingåkers VK       |                                    |
| 4.   | Habo Wolley        |                                    |
| 5.   | Lunds VK           |                                    |
| 6.   | Sollentuna VK      |                                    |
| 7.   | Södertelge VBK     |                                    |
| 8.   | Örkelljunga VK     |                                    |
| 9.   | Uppsala VBS        |                                    |
| 10.  | Malmö VK           | spadek do Division 1               |
| —    | RIG Falköping      |                                    |

## Nagrody indywidualne

### Drużyna sezonu
| Nagroda                | Zawodnik          | Klub               |
| ---------------------- | ----------------- | ------------------ |
| Najlepszy rozgrywający | Alfred Brink      | Vingåkers VK       |
| Najlepszy atakujący    | Axel Enlund       | RIG Falköping      |
| Najlepsi przyjmujący   | Viktor Lindberg   | Floby VK           |
| Najlepsi przyjmujący   | Shae McIntyre     | Vingåkers VK       |
| Najlepsi środkowi      | Bohdan Mazenko    | Hylte/Halmstad VBK |
| Najlepsi środkowi      | Sérigne Fall      | Floby VK           |
| Najlepszy libero       | Alfred Westerlund | Floby VK           |
| Źródło:                |                   |                    |

### Pozostałe nagrody
| Nagroda          | Zdobywca nagrody  | Klub          | *       |
| ---------------- | ----------------- | ------------- | ------- |
| Zawodnik sezonu  | Axel Enlund       | RIG Falköping | [ 2 ]   |
| Debiutant sezonu | Alfred Westerlund | Floby VK      | [ 168 ] |
| Najlepszy trener | Kalle Nordén      | Floby VK      | [ 169 ] |